# باشگاه فوتبال پنافیل
باشگاه فوتبال پنافیل (به انگلیسی: F.C. Penafiel) یک باشگاه فوتبال در شهر پنافیل، پرتغال است.
این باشگاه در تاریخ ۸ فوریه ۱۹۵۱ میلادی تأسیس شده است، این باشگاه پس از پایان فصل ۱۴-۲۰۱۳ به لیگ برتر فوتبال پرتغال صعود کرد.

## بازیکنان برجسته
- علیرضا حقیقی